# كريستيان باسيلا
كريستيان باسيلا (بالفرنسية: Christian Bassila)‏ (5 أكتوبر 1977 في باريس) لاعب كرة قدم فرنسي ذو أصول تعود إلى جمهورية الكونغو الديمقراطية يلعب حاليا في نادي الدرجة الثانية غينغان الفرنسي في مركز الوسط المدافع . .

## المسيرة الرياضية مع الأندية
بدأ باسيلا مسيرته الرياضية في نادي ليون سنة 1996 . بعد 3 سنوات انتقل إلى نادي رين وفي السنة التالية تمت إعارته لمدة موسم واحد إلى نادي وست هام يونايتد الإنجليزي وعانى من صعوبة التأقلم مع أسلوب لعب الكرة الإنجليزية . في موسم 2001-2002 لم يختلف عن سابقه حيث تمت إعارته مجددا لكن هذه المرة إلى نادي ستراسبورغ حيث استمتع بوجوده هناك بعدما استطاع حجز مكان له في التشكيلة الأساسية . نتيجة لذلك قرر نادي ستراسبورغ التعاقد مع باسيلا . في آخر أسبوع من فترة الانتقالات الصيفية لسنة 2005 وافق على العودة إلى إنجلترا والانضمام إلى نادي سوندرلاند ووقع على العقد الذي سيربطه بهم لمدة موسمين . بسبب احتلال نادي سوندرلاند المركز الأخير في الدوري الإنجليزي الممتاز قرر باسيلا تفعيل البند المذكور في العقد والذي ينص على حرية انتقاله إلى أي نادي من دون دفع أي مقابل لنادي سوندرلاند واستغل نادي لاريسا اليوناني هذا الأمر وقرر التعاقد معه مجانا . في نادي لاريسا أصبح باسيلا أحد أعمدة التشكيلة الأساسية وقدم أداء عالي المستوى معهم . في الموسم التالي وافق على الانتقال إلى نادي إنيرجي كوتبوس الألماني وساهم في تجنيب النادي الهبوط إلى الدرجة الثانية ولكن هذا الأمر لم يشفع له بالبقاء حيث قرر نادي إنيرجي كوتبوس التخلي عنه لصالح نادي غينغان الذي ينافس في الدرجة الثانية الفرنسية .

## المسيرة الرياضية مع المنتخبات
في سنة 2006 قرر المدرب الفرنسي لمنتخب جمهورية الكونغو الديمقراطية نويل توسي استدعاء باسيلا للمشاركة دوليا معهم ولكن الاتحاد الدولي لكرة القدم قرر منع هذه المشاركة بسبب أن باسيلا شارك مع منتخب فرنسا للشباب تحت 21 سنة سابقا وبالتالي فهو لائق للمشاركة مع منتخب فرنسا وليس مع منتخب جمهورية الكونغو الديمقراطية .

## روابط خارجية
- كريستيان باسيلا على موقع رابطة كرة القدم الفرنسية للمحترفين (الإنجليزية)
- كريستيان باسيلا على موقع قاعدة بيانات كرة القدم.إي يو (الإنجليزية)
- كريستيان باسيلا على موقع بيانات كرة القدم. دي إي (الألمانية)
- كريستيان باسيلا على موقع Soccerbase.com (لاعب) (الإنجليزية)
- كريستيان باسيلا على موقع عالم كرة القدم.نت (الإنجليزية)
- كريستيان باسيلا على موقع كووورة